# Athlītikī Enōsī Larisas 1987-1988
Questa voce raccoglie le informazioni riguardanti l'Athlītikī Enōsī Larisas nelle competizioni ufficiali della stagione 1987-1988.

## Stagione
Perdendo solo due punti nelle prime dodici gare il Larissa si ritrovò presto al comando della classifica, fronteggiando inizialmente la concorrenza dell'OFI Creta e, in seguito, dell'AEK Atene. Sconfitti gli avversari nello scontro diretto, il 16 marzo la federazione nazionale penalizzò la squadra di quattro punti in classifica, poiché l'attaccante Georgi Tsingov era risultato positivo alla codeina. Non esistendo prove che tale sostanza avrebbe potuto arrecare vantaggio fisico al giocatore, la società richiese l'annullamento della sanzione, che avvenne dopo cinque giorni: decisive furono anche le reazioni dei tifosi, che contestarono la decisione della federazione bloccando per diversi giorni il traffico sull'autostrada.
Ripristinato il numero di punti ottenuti, che altrimenti avrebbe comportato l'aggancio dell'AEK Atene, il Larissa si avviò indisturbato verso la vittoria del primo titolo della sua storia, nonché unico conquistato da una squadra con sede diversa da Atene o Salonicco: la ratifica avvenne con una giornata di anticipo, grazie a una vittoria sull'Īraklīs ottenuta nei minuti finali. Il giorno successivo al conseguimento del titolo, l'allenatore Gmoch abbandonò la guida tecnica della squadra, che quindi disputò l'ultima gara del campionato con Horacio Moráles in panchina.
In Coppa di Grecia il Larissa eliminò diverse squadre provenienti dalle serie inferiori, venendo infine eliminata in semifinale dai futuri vincitori del Panathīnaïkos.

## Maglie e sponsor
Lo sponsor tecnico per la stagione 1987-1988 è Nike, mentre lo sponsor ufficiale è pro-po.
| Manica sinistra · Manica sinistra · Maglietta · Maglietta · Manica destra · Manica destra · Pantaloncini · Calzettoni | Manica sinistra · Manica sinistra · Maglietta · Maglietta · Manica destra · Manica destra · Pantaloncini · Calzettoni |

## Rosa
| N. |                   | Ruolo | Calciatore            |
| -- | ----------------- | ----- | --------------------- |
|    | Grecia (bandiera) | P     | Theodoros Kyriakoulis |
|    | Grecia (bandiera) | P     | Christos Michail      |
|    | Grecia (bandiera) | P     | Giōrgos Pilitsis      |
|    | Grecia (bandiera) | D     | Giōrgos Agorogiannīs  |
|    | Grecia (bandiera) | D     | Giannis Alexoulis     |
|    | Grecia (bandiera) | D     | Giannis Galitsios     |
|    | Grecia (bandiera) | D     | Kostas Kolomitrousis  |
|    | Grecia (bandiera) | D     | Giōrgos Mītsimponas   |
|    | Grecia (bandiera) | D     | Vangelis Nasiakos     |
|    | Grecia (bandiera) | D     | Giorgos Papantoniou   |
|    | Grecia (bandiera) | C     | Vaios Athanasiou      |
|    | Grecia (bandiera) | C     | Lazaros Kyrilidis     |

| N. |                     | Ruolo | Calciatore              |
| -- | ------------------- | ----- | ----------------------- |
|    | Zaire (bandiera)    | C     | Kanieba Malouma         |
|    | Grecia (bandiera)   | C     | Hristos Tsiliakos       |
|    | Grecia (bandiera)   | C     | Sakīs Tsiōlīs           |
|    | Grecia (bandiera)   | C     | Theodoros Voutyritsas   |
|    | Grecia (bandiera)   | A     | Nikolaos Kakanoulias    |
|    | Grecia (bandiera)   | A     | Vasilis Karapialis      |
|    | Grecia (bandiera)   | A     | Georgios Kolovos        |
|    | Grecia (bandiera)   | A     | Konstantinos Tsiavalias |
|    | Bulgaria (bandiera) | A     | Georgi Tsingov          |
|    | Grecia (bandiera)   | A     | Giannis Valaoras        |
|    | Grecia (bandiera)   | A     | Michalis Ziogas         |

## Risultati

### Alpha Ethniki

#### Girone di andata
| 6 settembre 1987 1ª giornata | Larissa | 3 – 1 | Olympiacos |  |

| 13 settembre 1987 2ª giornata | Panachaïkī | 1 – 3 | Larissa |  |

| 27 settembre 1987 3ª giornata | Larissa | 3 – 1 | Arīs Salonicco |  |

| 4 ottobre 1987 4ª giornata | Diagoras | 0 – 0 | Larissa |  |

| 18 ottobre 1987 5ª giornata | Larissa | 3 – 1 | OFI Creta |  |

| 1º novembre 1987 6ª giornata | Larissa | 4 – 1 | Panserraïkos |  |

| 8 novembre 1987 7ª giornata | AEK Atene | 2 – 1 | Larissa |  |

| 22 novembre 1987 8ª giornata | Larissa | 3 – 0 | Paniōnios |  |

| 29 novembre 1987 9ª giornata | GAS Veria | 2 – 5 | Larissa |  |

| 6 dicembre 1987 10ª giornata | Larissa | 3 – 0 | Levadeiakos |  |

| 20 dicembre 1987 11ª giornata | Apollōn Smyrnīs | 0 – 1 | Larissa |  |

| 27 dicembre 1987 12ª giornata | Larissa | 2 – 1 | Panathīnaïkos |  |

| 3 gennaio 1988 13ª giornata | Ethnikos Pireo | 0 – 0 | Larissa |  |

| 10 gennaio 1988 14ª giornata | Īraklīs | 1 – 0 | Larissa |  |

| 17 gennaio 1988 15ª giornata | Larissa | 1 – 1 | PAOK |  |

#### Girone di ritorno
| 24 gennaio 1988 16ª giornata | Olympiacos | 2 – 2 | Larissa |  |

| 31 gennaio 1988 17ª giornata | Larissa | 4 – 0 | Panachaïkī |  |

| 7 febbraio 1988 18ª giornata | Arīs Salonicco | 0 – 1 | Larissa |  |

| 14 febbraio 1988 19ª giornata | Larissa | 1 – 0 | Diagoras |  |

| 21 febbraio 1988 20ª giornata | OFI Creta | 3 – 1 | Larissa |  |

| 28 febbraio 1988 21ª giornata | Panserraïkos | 0 – 0 | Larissa |  |

| 6 marzo 1988 22ª giornata | Larissa | 2 – 0 | AEK Atene |  |

| 13 marzo 1988 23ª giornata | Paniōnios | 0 – 1 | Larissa |  |

| 20 marzo 1988 24ª giornata | Larissa | 2 – 0 | GAS Veria |  |

| 27 marzo 1988 25ª giornata | Levadeiakos | 1 – 0 | Larissa |  |

| 3 aprile 1988 26ª giornata | Larissa | 1 – 0 | Apollōn Smyrnīs |  |

| 17 aprile 1988 27ª giornata | Panathīnaïkos | 4 – 1 | Larissa |  |

| 24 aprile 1988 28ª giornata | Larissa | 3 – 0 | Ethnikos Pireo |  |

| 1º maggio 1988 29ª giornata | Larissa | 1 – 0 | Īraklīs |  |

| 15 maggio 1988 30ª giornata | PAOK | 0 – 0 | Larissa |  |

### Coppa di Grecia
| Primo turno | Larissa | 3 – 0 | GAS Veria |  |

| Sedicesimi di finale - Andata | Pierikos | 2 – 3 | Larissa |  |

| Sedicesimi di finale - Ritorno | Larissa | 3 – 1 | Pierikos |  |

| Ottavi di finale - Andata | Arīs Salonicco | 2 – 1 | Larissa |  |

| Ottavi di finale - Ritorno | Larissa | 1 – 0 | Arīs Salonicco |  |

| 24 febbraio 1988 Quarti di finale - Andata | Larissa | 1 – 0 | Kastoria |  |

| 9 marzo 1988 Quarti di finale - Ritorno | Kastoria | 0 – 0 | Larissa |  |

| 30 marzo 1988 Semifinale - Andata | Panathīnaïkos | 1 – 0 | Larissa |  |

| 20 aprile 1988 Semifinale - Ritorno | Larissa | 1 – 3 | Panathīnaïkos |  |

## Statistiche

### Andamento in campionato
| Giornata  | 1 | 2 | 3 | 4 | 5 | 6 | 7 | 8 | 9 | 10 | 11 | 12 | 13 | 14 | 15 | 16 | 17 | 18 | 19 | 20 | 21 | 22 | 23 | 24 | 25 | 26 | 27 | 28 | 29 | 30 |
| --------- | - | - | - | - | - | - | - | - | - | -- | -- | -- | -- | -- | -- | -- | -- | -- | -- | -- | -- | -- | -- | -- | -- | -- | -- | -- | -- | -- |
| Luogo     | C | T | C | T | T | C | T | C | T | C  | T  | C  | T  | T  | C  | T  | C  | T  | C  | T  | T  | C  | T  | C  | T  | C  | T  | C  | C  | T  |
| Risultato | V | V | V | N | V | V | P | V | V | V  | V  | V  | N  | P  | N  | N  | V  | N  | V  | V  | N  | V  | V  | V  | P  | V  | P  | V  | V  | N  |
| Posizione | 3 | 3 | 1 | 1 | 1 | 1 | 1 | 1 | 1 | 1  | 1  | 1  | 1  | 1  | 1  | 1  | 1  | 1  | 1  | 1  | 1  | 1  | 1  | 1  | 1  | 1  | 1  | 1  | 1  | 1  |

Fonte:  Greece 1987/88, su rsssf.com, rsssf.com.
Legenda:

Luogo: C = Casa; T = Trasferta. Risultato: V = Vittoria; N = Pareggio; P = Sconfitta.

### Statistiche dei giocatori
| Giocatore        | Alpha Ethniki | Alpha Ethniki |
| Giocatore        | Presenze      | Reti          |
| ---------------- | ------------- | ------------- |
| G. Agorogiannīs  | 26            | 0             |
| G. Alexoulis     | 28            | 0             |
| V. Athanasiou    | 27            | 3             |
| K. Malouma       | 7             | 0             |
| G. Galitsios     | 23            | 0             |
| N. Kakanoulias   | 6             | 0             |
| V. Karapialis    | 30            | 3             |
| K. Kolomitrousis | 27            | 0             |
| G. Kolovos       | 2             | 0             |
| T. Kyriakoulis   | 1             | -?            |
| L. Kyrilidis     | 18            | 0             |
| C. Michail       | 29            | -?            |
| G. Mītsimponas   | 25            | 8             |
| V. Nasiakos      | 1             | 0             |
| G. Papantoniou   | 7             | 0             |
| K. Tsiavalias    | 6             | 0             |
| G. Tsingov       | 11            | 4             |
| H. Tsiliakos     | 3             | 0             |
| S. Tsiōlīs       | 28            | 3             |
| G. Valaoras      | 27            | 6             |
| T. Voutyritsas   | 28            | 3             |
| M. Ziogas        | 30            | 16            |